# 雨野智晴
雨野 智晴（あめの ちはれ、男性）は、EDEN'S NOTESに所属する日本のゲームクリエイター、シナリオライター、漫画原作者、ライトノベル作家。

## 人物
- 以前は、CIRCUSに所属していた。
- 苗字を「あまの」、名前を「ともはる」と読み違えられることがある。
- 趣味はフットサルとギター。特技は、一日三時間の睡眠で大丈夫。

## 主な作品

### 小説
- 詠う少女の創楽譜（MF文庫J、たにはらなつき画、2011年）[1]
- ある日、神様がスマホにおわしまして（GA文庫、かんなぎれい画、2012年）[2]
- 東京聖塔（MF文庫J、富岡二郎画、2014年）[1]
- 巫女姉妹の恋みくじ（美少女文庫、さとーさとる画、2015年）[3]
- 純情なサキュバスだっているんです!（美少女文庫、たにはらなつき画、2018年）[4]

### PCゲーム

#### CIRCUS
- 終の館シリーズ（制作進行、シナリオヘルプ、演出）
- ホームメイド -Homemaid-（制作進行、シナリオヘルプ、演出）
- 最終試験くじら（シナリオヘルプ、スクリプト）
- すくみず2 〜泳・げ・な・い〜（演出）
- D.C.II 〜ダ・カーポII〜（ディレクション、シナリオ）[5]
- C.D.Christmas Days 〜サーカスディスク クリスマスデイズ〜（企画、シナリオ）
- D.C.II Spring Celebration 〜ダ・カーポII〜 スプリング セレブレイション（ディレクション、シナリオ）[6]
- C.D.C.D.2 〜シーディーシーディー2〜（シナリオ）[7]
- ホームメイド スイーツ（ディレクション、シナリオ）[8]
- D.C.II P.C. 〜ダ・カーポII〜 プラスコミュニケーション（ディレクション、シナリオ）[9]
- D.C.II To You 〜ダ・カーポII〜 トゥーユー（ディレクション、シナリオ）[10]
- D.C.II Fall in Love 〜ダ・カーポII〜 フォーリンラブ（ディレクション、シナリオ）[11]
- D.C. Dream X'mas 〜ダ・カーポ〜 ドリームクリスマス（ディレクション）
- D.C.III 〜ダ・カーポIII〜（ディレクション、シナリオ）[12]
- D.C.III R 〜ダ・カーポIII アール〜/X-rated（ディレクション、シナリオ）[13]
- D.C.III P.P. 〜ダ・カーポIII プラチナパートナー〜（ディレクション、シナリオ）[14]
- D.C.II Dearest Marriage 〜ダ・カーポII〜 ディアレストマリッジ（ディレクション、シナリオ）[15]
- D.C.III With You 〜ダ・カーポIII〜 ウィズユー（ディレクション）[16]
- D.C.III DreamDays 〜ダ・カーポIII〜 ドリームデイズ（ディレクション）

#### F&C
- Canvas3 〜白銀のポートレート〜（シナリオ）[17]

#### ぱじゃまソフト
- プリズム☆ま〜じカル 〜PRISM Generations!〜（シナリオ）[18]

#### Journey
- なないろ航路（シナリオ）

#### mirai
- ハナヒメ*アブソリュート!（シナリオ）[19]

### コンシューマーゲーム
- D.C.P.S. 〜ダ・カーポ〜 プラスシチュエーション（スクリプト、シナリオヘルプ）
- D.C. Four Seasons 〜ダ・カーポ〜 フォーシーズンズ（ディレクション、シナリオ監修）
- D.C.II P.S. 〜ダ・カーポII〜 プラスシチュエーション（ディレクション、シナリオ）
- Canvas3 〜淡色のパステル〜（シナリオ）[20]
- Canvas3 〜七色の奇跡〜（シナリオ）[21]
- D.C.I&II P.S.P. 〜ダ・カーポI&II〜 プラスシチュエーションポータブル（ディレクション、シナリオ）
- D.C.III+ 〜ダ・カーポIII〜プラス（ディレクション、シナリオ）
- D.C.III P.S. ～ダ・カーポIII プラスストーリー～（シナリオ）[22]

### モバイル
- CreamPuff AnotherTale Yui（S-NEO）[23]

### スマートフォンゲーム
- ラブライブ! スクールアイドルフェスティバル ALL STARS （設定[24][25]、構成・メインストーリー[26]）

### 作詞
- ただ今だけを、ずっと......
  - （作曲：SYUN／編曲：CAS／歌：miru）
  - ※「D.C.P.K. 〜ダ・カーポーカー〜」エンディングテーマ

### アニメーション
- D.C.II 〜ダ・カーポII〜（シリーズ構成）[27]
- D.C.II S.S. 〜ダ・カーポII〜 セカンドシーズン（シリーズ構成）[28]

### ドラマCD
- D.C.II prestorys entrata
- D.C.II 海辺のリゾート? 朝倉姉妹と避暑旅行! ぷらすいち!
- D.C.II S.S. 聖夜のミスコン大作戦!（原案）
- D.C.III がんばれ、わたし!
- D.C.III 謎多き少女、陽ノ下葵を追え!
- D.C.III Side Stories 第1話「失われた歓迎会の記憶を追え!」

### コミック原作
- D.C.II Imaginary Future 〜ダ・カーポII イマジナリーフューチャー〜（作画：卯花つかさ）[29]
- Canvas3 〜白銀のポートレート〜（作画：宇佐美渉）
- あいすぺ＠（作画：武田みか）[30]